# Bruine zeekomkommer
De bruine zeekomkommer (Holothuria tubulosa) is een zeekomkommer uit de familie Holothuriidae.

## Naamgevingsgeschiedenis
Oorspronkelijk werd deze soort in 1767 door Carl Linnaeus genoemd als Holothuria tremula, met een verwijzing naar Johan Ernst Gunnerus die de naam eerder dat jaar al publiceerde, maar ook een verwijzing naar de Hydra van Johann Baptist Bohadsch, en een eigen beschrijving. Naderhand bleek het om twee verschillende soorten te gaan. Johann Friedrich Gmelin publiceerde daarom in 1791 voor de naam van Linnaeus (het deel dat geen betrekking had op de beschrijving van Gunnerus) het nomen novum Holothuria tubulosa. Onder die naam werd de soort later geaccepteerd als typesoort van het geslacht Holothuria. De naam van Gunnerus vormt nu een combinatie in het geslacht Parastichopus als Parastichopus tremulus.

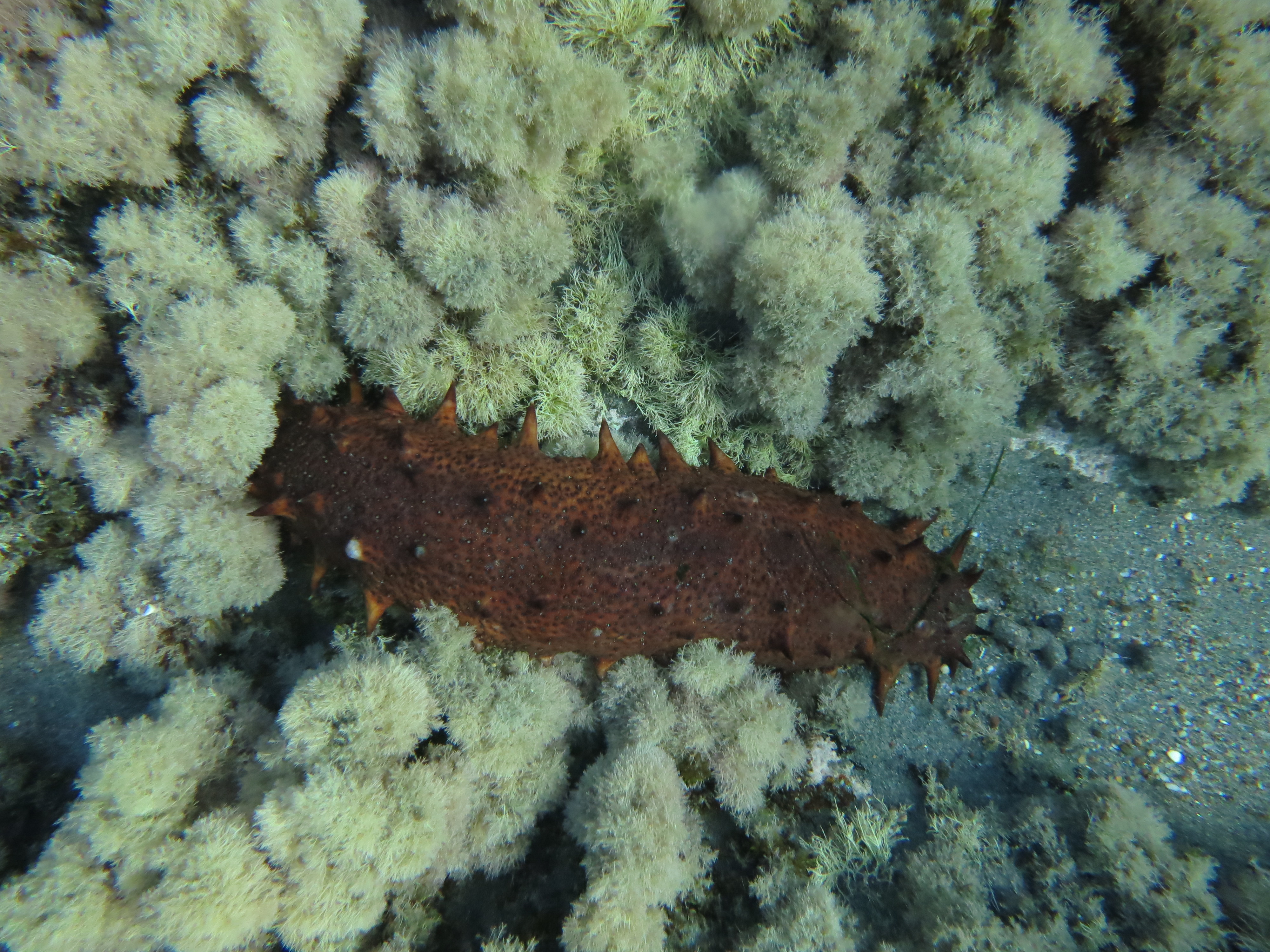
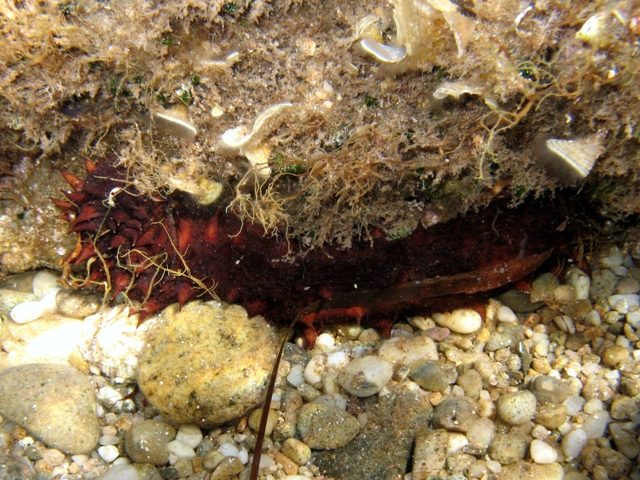
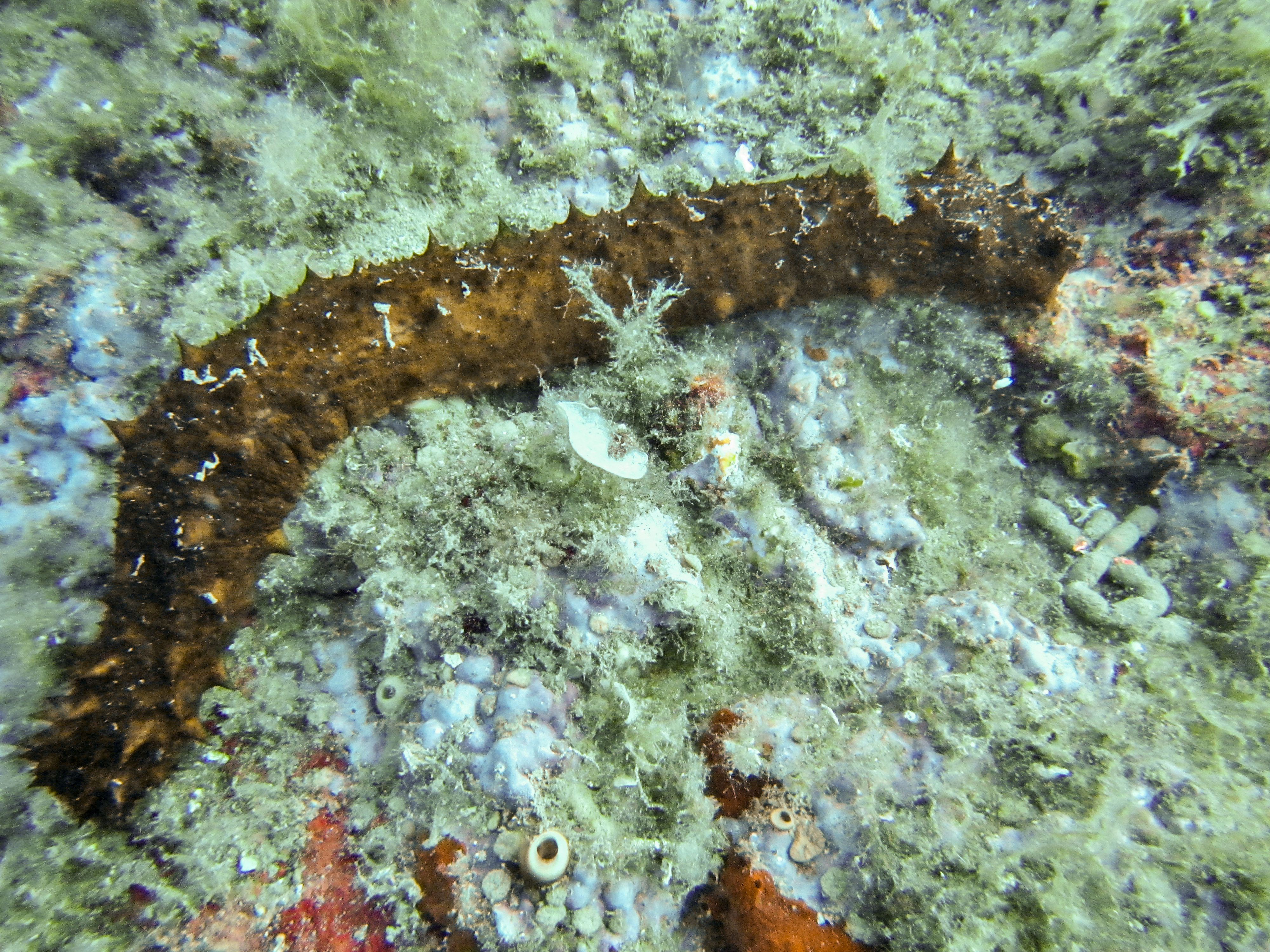
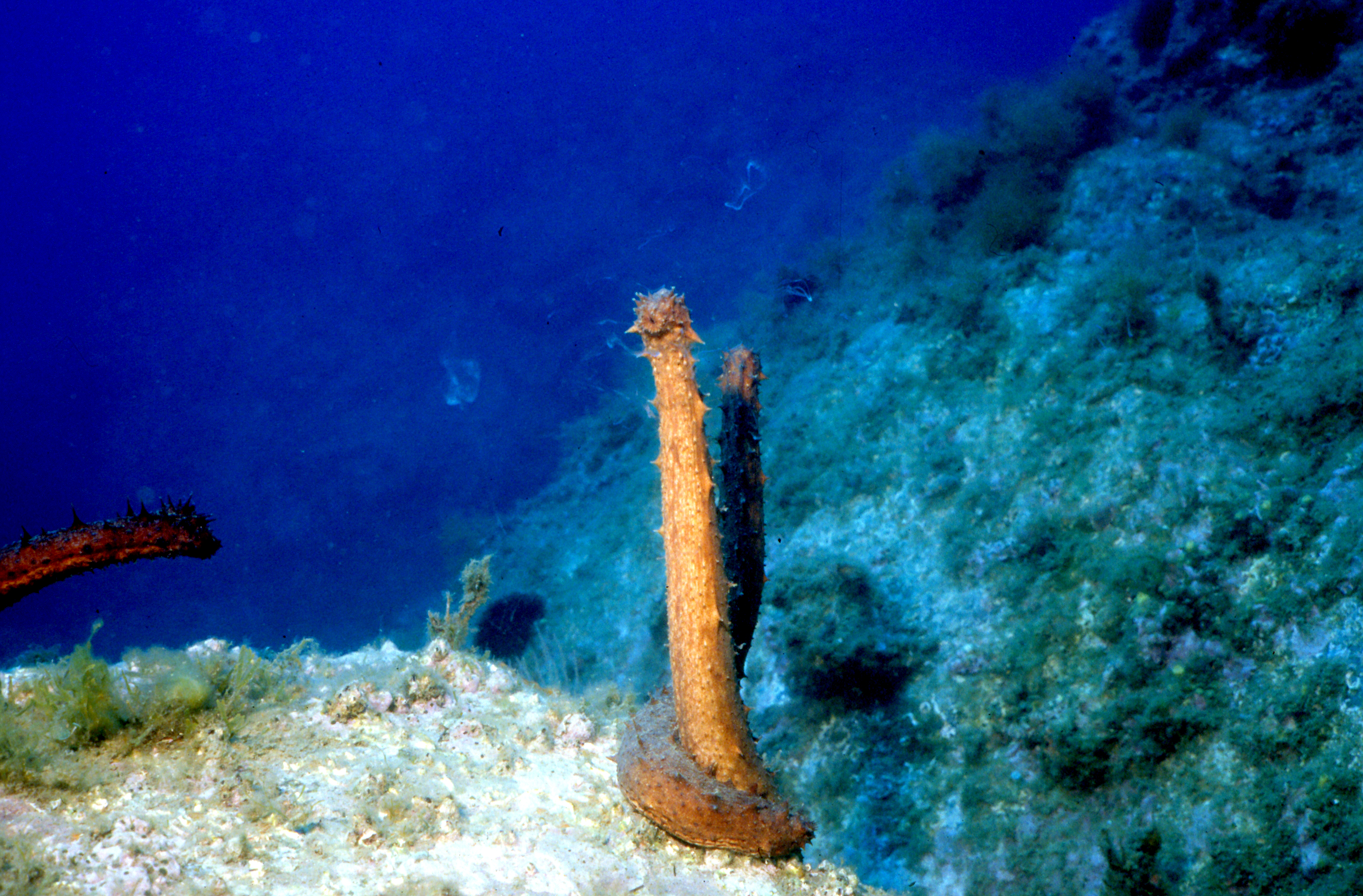

## Beschrijving
Deze zeekomkommer heeft tentakels die eindigen in stervormige schijfjes. Het lichaam is vrijwel cilindrisch, tot 6 centimeter dik en tot 40 cm lang. Aan de onderzijde bevinden zich drie rijen buisvoetjes. De huid is hard en draagt talrijke donkere papillen en driehoekige uitsteeksels. De kleur is paarsbruin tot roodbruin, aan de onderzijde wat lichter. De soort heeft geen buizen van Cuvier.

## Verspreiding
De soort komt voor in het noorden en westen van de Middellandse Zee, en in de Atlantische Oceaan noordelijk tot in de Golf van Biskaje.

## Biotoop
Zachte bodems, rijk aan detritus, en met algen begroeide rotsen. Ook in zeegrasvelden. Tot 100 meter diep.